# Nykøbing Mors

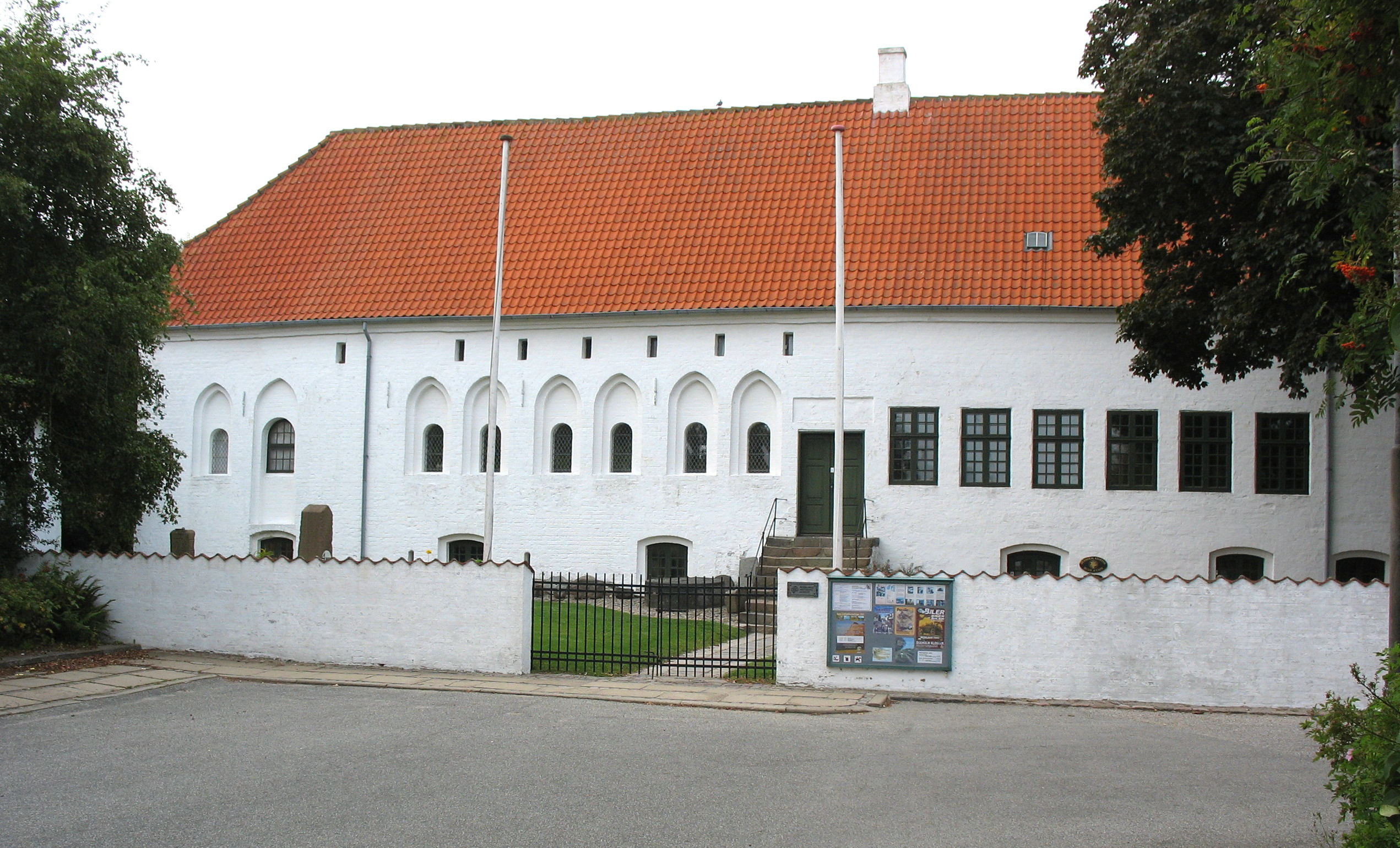
Dueholm Kloster

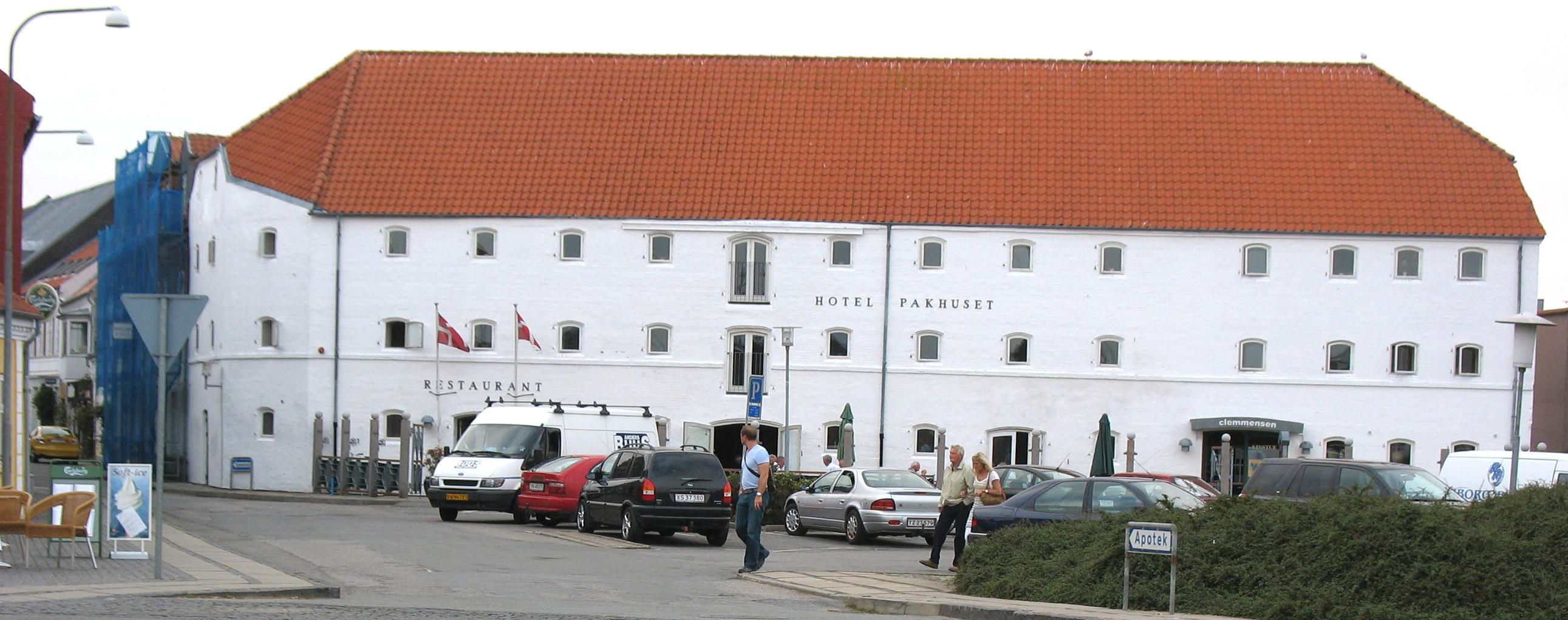
Steenbergs Hotel im Hafenspeicher von 1850

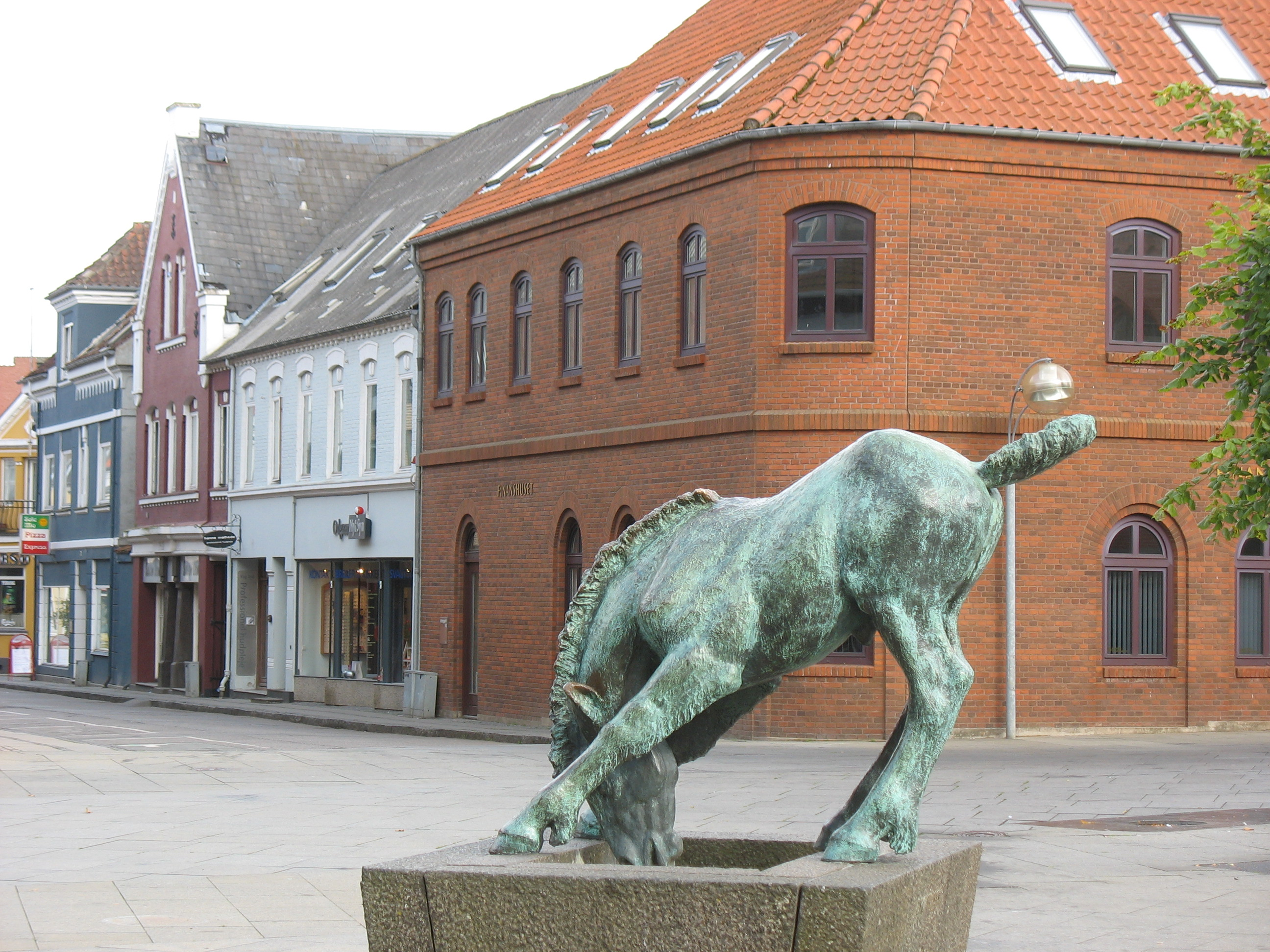
Statue „trinkendes Pferd“ (Drikkende Hest) am Kirchplatz (Kirketorvet)

Nykøbing Mors anhörenⓘ ist eine Kleinstadt auf der dänischen Insel Mors. Die Stadt mit rund 9000 Einwohnern liegt am Eingang des Sallingsundes, einer Meerenge im Limfjord. Sie ist das Verwaltungszentrum der Gemeinde Morsø, die in der Region Nordjylland liegt. Nykøbing Mors befindet sich etwa 30 km südlich von Thisted auf Thy und 30 km nördlich von Skive auf dem jütischen Festland.

## Name der Stadt
Der Ursprung des Ortsnamens „Nykøbing“ reicht ins 13. Jahrhundert zurück. Im Unterschied zu älteren Städten wie Ribe oder Viborg stieß Nykøbing neu (ny) zum Kreis der Marktorte (købstad) hinzu. Der Anhang „Mors“ dient zur Unterscheidung von zwei anderen dänischen Städten gleichen Namens, Nykøbing Falster und Nykøbing Sjælland. In Schriftform wird der Name der Stadt häufig mit „Nykøbing M“ wiedergegeben.

## Geschichte
Nykøbing Mors entstand im 13. Jahrhundert aus den drei Dörfern Vettels, Venner und Rolstrup, die um ihre gemeinsame Kirche zu einer Stadt zusammenwuchsen. Im Jahr 1299 wurde Nykøbing Mors unter dem Namen nova civitas („neuer Handelsplatz“) erstmals als Stadt mit Marktrechten (Købstad) erwähnt, als Erik VI. dem Erzbischof Jens Grand anbot, mit Nykøbing einen Teil der Schulden des Königs gegenüber dem geistlichen Würdenträger zu begleichen. Um 1370 wurde das Johanniterkloster Dueholm gegründet, was viele Handwerker und Händler in den Ort zog.
Trotz Konkurrenz gegenüber dem naheliegenden Thisted blühte die Stadt im Mittelalter auf, was mit dem fruchtbaren Boden auf Mors, der Schifffahrt und dem Fischreichtum im Limfjord zusammenhängt. Aber Ende des 16. Jahrhunderts erlebte der Ort einige Rückschläge, die durch Kriege, Epidemien und Stadtbrände verursacht wurden. So blieben nach dem Brand von 1560 nur 14 Häuser unzerstört. Weitere Brände wüteten in den Jahren 1603, 1628, 1690, 1715 und 1784. Daraus erklärt sich der Mangel an mittelalterlichen Häusern im heutigen Stadtbild. Erst der Export von Getreide nach Norwegen im 18. Jahrhundert brachte einen erneuten Aufschwung. Auch der Durchbruch der Nordsee in den Limfjord bei der Landzunge Agger Tange im Jahr 1825 und die Errichtung des Friedrich-VII.-Kanals (Frederik den VII’s Kanal) 1861 bei Løgstør verhalfen der Stadt zu wirtschaftlichem Wachstum.

## Wirtschaft
Im 19. Jahrhundert wurden mehrere große Unternehmen gegründet. Unter ihnen dominierte die 1853 gegründete Eisengießerei Morsø Jernstøberi die wirtschaftlichen, sozialen, politischen und architektonischen Belange der Stadt. Ein anderes Unternehmen war die Limfjords-Kompagniet, die die Austernfischerei im Limfjord verpachtete. Von Bedeutung für das industrielle Wachstum war auch der Hafen, dessen älteste Anlage von 1788 stammt.
Heute sind viele Unternehmen im Bereich der Lebensmittelindustrie ansässig. Hierzu zählen Morsø Food Park, North Atlantic Prawns und Vilsund Muslinge-Industri. Der öffentliche Dienst stellt allerdings den größten Sektor auf dem Arbeitsmarkt.
Im 20. Jahrhundert endete das Wachstum in den 1920ern. Bis dahin hatte Nykøbing seine Einwohnerzahl innerhalb von 50 Jahren verdreifacht. Nach der Fertigstellung der Sallingsundbrücke im Jahr 1978 wurde der Fährverkehr nach Glyngøre eingestellt. Der Fähranleger wird heute als Yachthafen genutzt. 1999 feierte Nykøbing sein 700-jähriges Stadtjubiläum.

## Verkehr
Vom Hafen bestand ab dem 18. Oktober 1899 eine Eisenbahnfährverbindung zur Stadt Glyngøre auf der Halbinsel Salling. Zur Bedienung dieser Fährverbindung und im Vorgriff auf weitere Planungen über die Errichtung weiterer Eisenbahnstrecken auf der Insel wurde der großzügig angelegte Bahnhof Nykøbing M errichtet. Obwohl diese Strecken allesamt nicht gebaut wurden, bestand umfangreicher Güterverkehr mit Eisenbahnwagen zur Insel. Der Bahnhof wurde 1977 stillgelegt.

## Sehenswürdigkeiten
Der Großteil der Gebäude in der Altstadt stammt aus der Zeit um die Jahrhundertwende von 1900, als sich Nykøbing von einem Fischereihafen und Handelsstadt hin zu einer Industriestadt entwickelte. Trotzdem sind nördlich des Hafens einige kleine Fischerhäuser erhalten geblieben. Am Marktplatz steht das alte Rathaus, das von 1846 bis 1847 gebaut wurde. Anfangs befanden sich im Erdgeschoss Arrestzellen, was heute noch an den niedrigen Fensteröffnungen zu sehen ist. Am Rådhustorvet steht auch das 1890 fertiggestellte Palæet, in dem die Kunstvereinigung von Mors moderne Werke ausstellt. Das weißgekalkte Dueholm Kloster in der Grønnegade stammt aus dem Jahr 1450 und ist damit Nykøbings ältestes Gebäude. Dieser letzte Rest der großen Klosteranlage kennzeichnet sich durch einen spätgotischen Stil, was an den spitzbögigen Fenstern zu erkennen ist. In dem Gebäude ist das „Historische Museum Morslands“ (Morslands Historiske Museum) untergebracht.
In der Færkenstræde steht das Geburtshaus von Aksel Sandemose. Eine Gedenktafel erinnert an den dänisch-norwegischen Schriftsteller, dessen sprichwörtliches „Gesetz von Jante“ (Janteloven) eine – wenig schmeichelhafte – Verbindung zu Nykøbing besitzt. Das 1840 gebaute Kvisthuset in der Holgersgade ist beispielhaft für nordjütische Kaufmannshäuser aus der Biedermeierzeit. Weitere denkmalgeschützte Gebäude sind der Hafenspeicher von 1850 in der Toldbodgade und die Dueholm-Meierei in der Munkegade, deren älteste Teile von 1536 stammen. Zu den sehenswerten Gebäuden aus der neueren Zeit zählen das 1920 gebaute Kino in der Kirkegade und die Morsø Sparekasse von 1941 am Kirchplatz. Das „Gießereimuseum“ (Støberimuseet) in der Holgersgade zeigt in ihrer Ausstellung Produkte der Eisengießerei Morsø Jernstøberi, darunter Kachelöfen und Kochherde, sowie norwegische und deutsche Bilegger.
Die neugotische Backsteinkirche Nykøbing Kirke wurde 1891 errichtet, um die abgerissene Sankt Klemenskirke zu ersetzen. Einige Teile des Inventars stammen aus dem früheren Gebäude, darunter die im Stil der Renaissance gehaltene Kanzel von 1650.
Neben der Halbinsel Revshammeren bietet die Landspitze Ørodde einen natürlichen Schutz für den Hafen. In dem grünen Areal am Naturhafen befinden sich ein Yachthafen, ein Badestrand und Sportanlagen.

## Persönlichkeiten
- Mads Christian Holm (1827–1892), Reeder und Werftbesitzer
- Aksel Madsen (1899–1988), Marathonläufer
- Aksel Sandemose (1899–1965), Schriftsteller
- Tommy Troelsen (1940–2021), Fußballspieler und Fernsehmoderator
- Kaj Poulsen (* 1942), Fußballspieler
- Rikke Wölck (* 1954), Schauspielerin
- Asbjørn Riis (* 1957), Wrestler, Schauspieler und Bodybuilder
- Mogens Jensen (* 1963), Politiker
- Jens Wawrczeck (* 1963), Schauspieler, Synchronsprecher, Hörspielsprecher und Hörbuchinterpret
- Henriette Rønde Mikkelsen (* 1980), Handballspielerin
- Mads Kjeldgaard Andersen (* 1996), Handballspieler